# Ophiomyia anguliceps
Ophiomyia anguliceps är en tvåvingeart som först beskrevs av Malloch 1914.  Ophiomyia anguliceps ingår i släktet Ophiomyia och familjen minerarflugor. Inga underarter finns listade i Catalogue of Life.